# Другов Віктор Леонідович
Віктор Леонідович Другов (рос. Виктор Леонидович Другов; 12 травня 1986, м. Барнаул, СРСР) — російський хокеїст, лівий нападник. Виступає за «Сибір» (Новосибірськ) у Континентальній хокейній лізі. 
Вихованець хокейної школи «Мотор» (Барнаул). Виступав за Виступав за «Лада-2» (Тольятті), ЦСК ВВС (Самара), «Трактор» (Челябінськ), «Лада» (Тольятті), «Атлант» (Митищі). 